# Dmitrij Biernacki
Dmitrij Wasiljewicz Biernacki (Biernadski) (ros. Дмитрий Васильевич Бернацкий (Бернадский), ur. 11 lipca?/24 lipca 1912 w Streszynie, zm. 23 stycznia 1945 w rejonie Opola) – radziecki wojskowy, kapitan, uhonorowany pośmiertnie tytułem Bohatera Związku Radzieckiego (1945).

## Życiorys
Urodził się w rosyjskiej rodzinie chłopskiej. Skończył szkołę uniwersytetu fabryczno-zawodowego, pracował jako buchalter w mieście Turtkul w Karakałpacji. W 1941 został powołany do Armii Czerwonej, w 1942 ukończył wojskową szkołę piechoty w Orle i został skierowany na front. Od sierpnia 1942 uczestniczył w wojnie z Niemcami, został członkiem WKP(b), walczył w składzie 14 Gwardyjskiej Dywizji Piechoty jako dowódca kompanii, 14 stycznia 1945 został starszym adiutantem batalionu piechoty 38 gwardyjskiego pułku piechoty 14 Gwardyjskiej Dywizji Piechoty 5 Gwardyjskiej Armii 1 Frontu Ukraińskiego w stopniu kapitana. W nocy na 21 stycznia 1945 podczas walk na północny zachód od Opola wraz z batalionem przeprawił się przez Odrę, uchwycił przyczółek i umiejętnie dowodził odparciem 5 kontrataków wroga. Został ciężko ranny i umarł na polu walki. Po wojnie został pochowany na cmentarzu wojskowym w Kluczborku. Jego imieniem nazwano ulicę w Turtkulu.

## Odznaczenia
- Złota Gwiazda Bohatera Związku Radzieckiego (pośmiertnie, 27 czerwca 1945)
- Order Lenina (pośmiertnie, 27 czerwca 1945)
- Order Wojny Ojczyźnianej I klasy (2 lutego 1945)
- Order Wojny Ojczyźnianej II klasy
- Order Czerwonej Gwiazdy (17 października 1944)
- Medal „Za obronę Stalingradu”